# محمد طلال
محمد الحسين طلال (8 سبتمبر 1945 - 17 سبتمبر 2020) إعلامي وحقوقي مغربي. شغل أستاذا بكلية العلوم القانونية والاقتصادية والاجتماعية بجامعة الحسن الثاني بالدار البيضاء، ومديرا للمعهد العالي للإعلام والاتصال.
يعتبر أحد أبرز أساتذة الإعلام والصحافة بالمغرب والعالم العربي، حيث تتلمذ على يده العديد من الطلبة المغاربة، والعرب أيضاً خصوصاً بكل من تونس والجزائر والإمارات. كما له عددا من الإسهامات في مجال الإعلام، من بينها كتابه «الاتصال في الوطن العربي قضايا ومقاربات»، بالإضافة إلى إسهاماته الأكاديمية، بحكم تجربته في التدريس الجامعي بكلية الحقوق بجامعة الحسن الثاني.

## مسيرته
حصل على دكتوراه الدولة في علوم الاتصال سنة 1989، وعمل أستاذاً للتعليم العالي في كلية الحقوق بجامعة الحسن الثاني، ومديرا للمعهد العالي للإعلام والاتصال، ومدير الدراسات بالمعهد العالي للإعلام والاتصال، ومديرا لمشروع الاتصال السكاني التابع لصندوق الأمم المتحدة للسكان. كما اشتغل أيضا خبيرا وطنيا لمشروع محو الأمية الممول من هيئة الأمم المتحدة، وخبيرا معتمداً لليونيسكو معتمد لتقييم البرنامج الوطني بالسودان.
كما عمل أستاذا زائرا بالعديد من جامعات ومعاهد الدول العربية، حيث اشتغل أستاذا زائرا بمعهد الصحافة وعلوم الإخبار بتونس، وأستاذا زائراً بقسم الإعلام بجامعة اليرموك بالعراق، وأستاذا زائراً بجامعة عجمان بالإمارات العربية المتحدة، إضافة إلى اشتغاله مبعوثا لليونسيكو بكل من موريتانيا وليبيا لإقامة شبكة مغاربة للإعلام، ثم أمينا عاما للاتحاد المغاربي لأبحاث الاتصال.

## أعماله
له مؤلفاتٍ أدبية وإعلامية عديدة، أبرزها، «التنظيم الإداري في الجزائر خلال عهد الجهورية الثالثة الفرنسية»، و«الحركة الوطنية في المغرب الأقصى ما بين الحربين»، و«صورة المرأة في الإعلام العربي»، و«الاتصال في العالم العربي قضايا ومقاربات».